# …En Scylla
…En Scylla est le 59e épisode du feuilleton télévisé Prison Break et le deuxième de la saison 4.

## Résumé
L'histoire se déroule le 16 juillet 2005.
Un agent de la Compagnie est chargé de liquider toutes les personnes mêlées de près ou de loin à Scylla (on apprendra plus tard que Scylla est un disque dur externe contenant l'ensemble des découvertes scientifiques du cartel (militaire, alimentaire, énergétique…)).
À Los Angeles, le général Krantz déclare qu'il veut que Michael, Lincoln et Mahone soient liquidés. Il charge un agent de la Compagnie de faire le ménage et de tuer toutes les personnes impliquées de près ou de loin dans Scylla, ce livre noir contenant des informations susceptibles de compromettre cette mystérieuse organisation infiltrée à différents niveaux de l'industrie et du gouvernement. Mahone suggère que le chauffeur de l'actuel propriétaire de Scylla est un ancien militaire et finit par retrouver son identité. L'équipe, suivant les indications fournies par Mahone, tente de retrouver Scylla au plus vite…

## Accueil critique
Aux États-Unis, cet épisode (avec le premier) a été froidement suivi par seulement 6,53 millions de téléspectateurs.